# Етноархеологія
Етноархеологія — це етнографічне дослідження народів з археологічних причин, як правило, шляхом вивчення матеріальних залишків суспільства (див. David & Kramer 2001). Етноархеологія допомагає археологам реконструювати давні способи життя шляхом вивчення матеріальних і нематеріальних традицій сучасних суспільств. Етноархеологія також допомагає зрозуміти спосіб виготовлення предмета та мету, для чого він використовується. Тоді археологи можуть зробити висновок, що стародавні суспільства використовували ті ж методи, що і їхні сучасні колеги, враховуючи подібний набір екологічних обставин.
Одним із гарних прикладів етноархеології є робота Брайана Хейдена (1987), чия команда досліджувала виробництво мезоамериканського керну, надаючи цінну інформацію про виробництво доісторичного керну. Багато інших досліджень зосереджено на виробництві та використанні кераміки, архітектурі, їжі, волокнах та інших видах матеріальної культури. У кращих випадках ці дослідження включали довгострокову етнографічну польову роботу (наприклад, Herbich 1987, Kramer 1997, Deal 1998, Dietler & Herbich 1998, Hinshaw 2000, Longacre & Skibo 2000, Kohn 2010).

## Походження і розвиток
Хоча етнографія вже давно використовується археологами для проведення аналогій з минулим, етнографічні дані не збираються з конкретно археологічними цілями на увазі. Етноархеологія розвинулась як відповідь на відчуття серед археологів, що етнографія не відповідає належним чином на їхні власні специфічні дослідницькі питання.
Американський археолог Джессі Уолтер Фьюкс вперше згадав про «етноархеолога» в 1900 році і закликав археологів проводити власні етнографічні польові дослідження. Широке визнання етноархеології як справжньої субдисципліни археології не з'явилося до кінця 1950-х і 1960-х років, коли археологи почали досліджувати різні наукові застосування, які вона може мати. Сьогодні етноархеологія стала загальноприйнятою дослідницькою практикою, де деякі археологи навіть називають себе «етноархеологами», а не просто «археологами».

## Аналогія
Аналогія в археології — це, по суті, застосування спостережуваної поведінки до неспостережуваної поведінки. Це, мабуть, один із найбільш використовуваних інструментів дослідження в археологічній інтерпретації. Аналогії найкраще можна провести між культурами, які живуть у подібному середовищі. Що ще важливіше, ці культури повинні взаємодіяти зі своїми середовищами існування у спосіб, який можна порівняти одна з одною.
Важливо мати на увазі, що аналогії можуть лише надати підказки, а не чіткі, остаточні відповіді на запитання дослідження. З цієї причини Г. С. МакКолл закликає до порівняльного погляду для аналізу у своєму міжкультурному дослідженні Гамо та Консо південної та центральної Ефіопії, сибірських чукчів, високогірної Нової Гвінеї, високогірних майя Гватемали та Мексики, центральної, північної та західні посушливі регіони Австралії, Тжмба північної Намібії та Ксетa Амазонії та їх використання літики.

### Формальні аналогії
Формальні аналогії проводяться з припущенням, що, як описує Пол Лейн, «оскільки два об'єкти або контексти мають подібний зовнішній вигляд або форму, вони, ймовірно, також мають інші властивості, як правило, функцію». Однією з головних проблем цього підходу є те, що об'єкти чи контексти, які, на перший погляд здаються схожими, могли мати зовсім різні функції або використовувалися для різних цілей. Можливо, їх навіть виготовляли різними способами. У дослідженні 1971 року Гулд і його команда порівняли кут робочого краю скребків Mousterin Quina з сучасними скребками аборигенів Західної пустелі і виявили, що кути Mousterin були крутішими. Гулд припустив, що це пов'язано з тим, що аборигени Західної пустелі ретушували свої скребки більше, ніж гомініди мустьєрського періоду. Він зробив висновок, що цей метод порівняння етнографічних інструментів може бути корисним для визначення їхнього призначення в археологічному контексті.

### Реляційні аналогії
Реляційні аналогії протилежні формальним. Замість того, щоб просто робити висновки, необхідно довести зв'язок. Обидві сторони аналогії повинні бути вивчені, і слід продемонструвати зв'язок між етнографічним та археологічним об'єктом.

## Прямий історичний підхід
Одним із популярних методів етноархеології є використання прямого історичного підходу. Цей підхід спирається на живі культури, які можуть бути тісно генетично або просторово пов'язані з цікавою археологічною культурою, щоб сформувати аналогії, які можна використовувати для пояснення знахідок. Гулд і його команда пояснюють, як археологи повинні мати можливість виміряти ступінь відмінностей між знаряддями, знайденими в етнографічному матеріалі, та артефактами Однак, хоча цей метод може бути корисним, важливо зазначити, що він не враховує культурні змінюватися з часом. «Народний культурний підхід» — це еквівалент Старого Світу, і цей термін можна використовувати замість прямого історичного підходу.

## Питання
Етнографія може надати археологам цінну інформацію про те, як жили люди в минулому, особливо щодо їхніх соціальних структур, релігійних вірувань та інших аспектів їхньої культури. Проте досі незрозуміло, як пов'язати більшість уявлень, отриманих у результаті цього антропологічного дослідження, з археологічними дослідженнями. Це пов'язано з відсутністю акценту антропологами на матеріальних залишках, створених і викинутих суспільствами, і на тому, як ці матеріальні залишки змінюються залежно від того, як організовано суспільство.
Ця загальна проблема змусила археологів (наприклад, Лондон [2000]) стверджувати, що антропологічна робота не є адекватною для розв'язання археологічних проблем, і що тому археологи повинні розпочати етноархеологічну роботу, щоб відповісти на ці проблеми. Ці дослідження були зосереджені набагато більше на виробництві, використанні та викиданні знарядь праці та інших артефактів і намагалися відповісти на такі питання, як те, які типи об'єктів, що використовувалися в поселенні, зберігаються в середині або інших місцях, де вони можуть бути збережені, і як ймовірно, об'єкт слід викинути поблизу місця, де він використовувався.
Інша проблема, з якою часто стикається етноархеологія, — це можливість для однієї археологічної ситуації витягнути з неї кілька можливих аналогій. Має відбутися процес усунення, щоб звузити всі можливості, поки не буде знайдено найкраще рішення.